# Thomas Tymoczko
A. Thomas Tymoczko (New Kensington, 1º settembre 1943 – Northampton, 8 agosto 1996) è stato un filosofo statunitense che si è dedicato alla logica e alla filosofia della matematica.

## Biografia
Dopo aver studiato con Wang Hao, Michael Dummett, Burton Dreben, Hilary Putnam e la cultrice di etica Phillipa Foot, egli dal 1971 fino alla sua immatura scomparsa ha insegnato come professore di filosofia allo Smith College di Northampton, Massachusetts, USA.
Tymoczko viene considerato un rappresentante della scuola quasi-empiristica o fallibilistica in filosofia della matematica ispirata dai lavori di Imre Lakatos. Philip Kitcher ha usato per la sua scuola il termine di atteggiamento "maverick" (vagabondo) in filosofia della matematica. Questa scuola in seguito ha influenzato le proposte del costruttivismo sociale di Paul Ernest e all'umanismo di Reuben Hersh.
Tra le sue principali pubblicazioni vanno ricordate:
- New Directions in the Philosophy of Mathematics, Birkhäuser, (1985) e (1986). Raccolta di saggi di diversi autori, tra i quali Reuben Hersh, Philip Kitcher, Imre Lakatos, George Pólya e Hilary Putnam. Per ciascuno degli articoli Tymoczko ha scritto una introduzione.
- Sweet Reason: A Field Guide to Modern Logic, W.H Freeman (1995), scritto insieme a Jim Henle.
- Mathematics, science and ontology, Springer (1991).
- The Four-Color Problem and its Philosophical Significance, The Journal of Philosophy, Vol. 76 (1979), no. 2, pp. 57-83, nel quale sostiene che il crescente utilizzo dei computer sta modificando la natura della dimostrazione in matematica.
- Computers, Proofs and Mathematics, Mathematics Magazine Vol. 53 (1980), pp. 131-138.

Tymoczko inoltre ha pubblicato vari articoli filosofici.